# Soledad Román de Núñez
Soledad Román de Núñez, née le 6 octobre 1835 à Carthagène des Indes et morte le 19 octobre 1924 dans la même ville, est une femme colombienne, seconde épouse du président Rafael Núñez, qu'elle épouse à Paris le 14 juillet 1877, mariage civil confirmé par une cérémonie religieuse le 23 février 1889. Soledad sera l'amour de la vie de Nuñez et sa compagne jusqu'à la fin de sa vie, en 1894.